# Vous n'avez encore rien vu
Vous n'avez encore rien vu è un film del 2012 diretto da Alain Resnais.